# Wait Forever
Wait Forever（ウェイト・フォーエバー）は亜蘭知子の6枚目のシングル。

## 概要
JR四国イメージソングで、後に、作曲を手がけた栗林誠一郎が自身の英語詞でセルフカバー。カップリングの「One And Only」は大森絹子のセルフカバー。

## 収録曲
1. Wait Forever
作詞：亜蘭知子　作曲：栗林誠一郎　編曲：萩田光男
2. One And Only
作詞：亜蘭知子　作曲：栗林誠一郎　編曲：明石昌夫